# Швеция на «Евровидении-2001»
Швеция принимала участие в сорок шестом выпуске телевизионного конкурса Евровидение-2001, который состоялся 12 мая в стадионе Паркен в Копенгагене, Дания. Страну представляла группа Friends с песней Listen to Your Heartbeat ("Слушай своё сердцебиение"), написанной Томасом Г:соном и Хенриком Сетсоном. Первоначально Friends выиграли Melodifestivalen 2001 со шведской версией своей песни Lyssna till ditt hjärta ("Слушай своё сердце"). Но для участия на Евровидение композицию перевели на английский язык, чтобы иметь больше шансов на победу. По итогам голосования Швеция заняла пятое место из 23, набрав 100 очков. Данный результат позволил Швеции принять участие на Евровидение-2002. Поэтому, Listen to Your Heartbeat стала предшественницей шведской заявки на конкурс 2002 года Never Let It Go в исполнении группы Afro-Dite. Конкурс был показан SVT на канале SVT 1 с комментариями Хенрика Олссона. Глашатаем от Швеции была Жозефин Сундстрём.

## До «Евровидения»

### Melodifestivalen 2001
Начиная с 1959 года шведская телекомпания SVT, ответственная за организацию выбора шведской заявки на Евровидение, использует формат национального отбора под названием Melodifestivalen. Сорок первый выпуск Melodifestivalen состоялся 23 февраля 2001 года в Мальмё-опера Мальмё. Ведущими были Жозефин Сундстрём и Хенрик Олссон. Перед финалом вещателю поступило около 1800 заявок, десяток из которых был допущен к участию в Melodifestivalen. Победитель определялся путём сложения голосов жюри из 11 регионов Швеции и телезрителей. Среди конкурсантов Melodifestivalen 2001 были Ян Йохансен, представлявший Швецию на Евровидение-1995 и Санна Нильсен, позднее представлявшая Швецию на Евровидение-2014. Melodifestivalen 2001 стал последним выпуском национального отбора, в котором участвовали исключительно песни на шведском языке.
| Порядковый номер | Исполнитель     | Название песни          | Автор(ы)                                     | Голоса жюри | Голоса телезрителей | Всего | Место |
| ---------------- | --------------- | ----------------------- | -------------------------------------------- | ----------- | ------------------- | ----- | ----- |
| 1                | Терезия         | Kom ner på jorden       | Руне Гарделл                                 | 25          | 0                   | 25    | 8     |
| 2                | Ян Йохансен     | Ingenmansland           | Ингела Форсман, Бобби Льюнггрен              | 63          | 44                  | 107   | 4     |
| 3                | Date            | Om du förlåter mig      | София Лагерстрём, Хенрик Сетсон              | 35          | 22                  | 57    | 6     |
| 4                | Розанна Йёнис   | Om du var här hos mig   | Маттиас Реймер, Ларс Эдвалль                 | 2           | 11                  | 13    | 10    |
| 5                | Barbados        | Allt som jag ser        | Маркус Убеда, Ульф Георгссон, Ларс Дидриксон | 82          | 110                 | 192   | 2     |
| 6                | Санна Нильсен   | I går, i dag            | Берт Монсон                                  | 84          | 88                  | 172   | 3     |
| 7                | Анни Кратц-Гуто | Vända om                | Тони Мальм, Анни Кратц-Гуто, Фархад Занд     | 29          | 0                   | 29    | 7     |
| 8                | Friends         | Lyssna till ditt hjärta | Томас Г:сон, Хенрик Сетсон                   | 105         | 132                 | 237   | 1     |
| 9                | Popson          | Jag känner dig          | Ларс Бенкерт, Петтер Гуннарссон              | 23          | 0                   | 23    | 9     |
| 10               | Эллинор Францен | Om du stannar här       | Тони Мальм, Эллинор Францен                  | 25          | 66                  | 91    | 5     |

### Разногласия
После того, как Lyssna till ditt hjärta выиграла Melodifestivalen 2001, авторов песни обвинили в плагиате бельгийской заявки на Евровидение-1996 Liefde is een kaartspel Лизы дель Бо. Сначала это отрицали шведские композиторы Томас Г:сон и Хенрик Сетссон, но после того, как бельгийские авторы песен и авторская организация SABAM потребовали судебного иска, была согласована денежная выплата.

## На «Евровидении»
По правилам квалификации, введённым Европейским вещательным союзом в 1997 году, к участию на Евровидение-2001 допускаются те страны, которые имеют высокий средний балл за предыдущие пять лет и страны, которые не участвовали в прошлом конкурсе, но транслировали его, т.н. "пассивные участники". Средний балл Швеции составлял 88, и страна была допущена к участию. Friends выступали под номером 7, между Россией и Литвой. По итогам голосования Швеция заняла пятое место из 23, набрав 100 очков. Данный результат позволил Швеции принять участие на Евровидение-2002. 12 очков шведские телезрители присудили Греции и 0 очков России. Россия присудила Швеции 2 очка.

### Голосование
| Очки      | Страна                                                  |
| --------- | ------------------------------------------------------- |
| 12 баллов |                                                         |
| 10 баллов | - Дания                                                 |
| 8 баллов  | - Великобритания - Израиль - Ирландия - Мальта - Турция |
| 7 баллов  | - Исландия - Эстония                                    |
| 6 баллов  | - Латвия                                                |
| 5 баллов  | - Испания - Польша - Португалия                         |
| 4 балла   | - Хорватия                                              |
| 3 балла   | - Босния и Герцеговина                                  |
| 2 балла   | - Литва - Норвегия - Россия - Франция                   |
| 1 балл    |                                                         |

| Очки      | Страна               |
| --------- | -------------------- |
| 12 баллов | Греция               |
| 10 баллов | Дания                |
| 8 баллов  | Эстония              |
| 7 баллов  | Словения             |
| 6 баллов  | Франция              |
| 5 баллов  | Испания              |
| 4 балла   | Босния и Герцеговина |
| 3 балла   | Мальта               |
| 2 балла   | Польша               |
| 1 балл    | Литва                |